# Partula tristis
Espèce
Statut de conservation UICN

 EW  : Éteint à l'état sauvage
Partula tristis est une espèce d'escargots terrestres de la famille des Partulidae. Endémique à la Polynésie française cette espèce est éteinte à l'état sauvage, à la suite de l'introduction de l'escargot carnivore Euglandina rosea en 1977.